# Autobuz ghidat
Autobuzele ghidate sunt mijloace de transport ale transportului public local. Autobuzele ghidate sunt similare sau derivate din autobuzele clasice. Autobuzele ghidate mențin traiectoria constantă prin intermediul diferitelor tehnici, făcând superfluă intervenția umană continuă asupra volanului. Scopul acestor sisteme este de a aduce calitatea serviciului mai aproape de sistemele clasice cu ghidaj fix pe șină.
Există mai multe soluții tehnice:
- O-Bahn: autobuze parțial modificate cu trasee legate mecanic;
- Phileas: tehnologie bazată pe senzori magnetici instalați numai în autobuzele Phileas;
- Siemens Optiguide: tehnologie bazată pe senzori optici instalați în diverse autobuze;
- Translohr: vehicule bazate pe mijloace legate de o șină centrală echipată cu anvelope, este singura care are unele caracteristici ale tramvaiului, inclusiv imposibilitatea (în vehiculele standard) de a călători fără ghid;
- Bombardier Guided Light Transit: autobuze cu trasee restricționate prin intermediul unei căi ferate centrale.
- STREAM: tehnologie bazată pe senzori magnetici care nu au intrat niciodată în funcțiune.

Pe baza implementării lor, acestea pot fi definite ca servicii de Bus Rapid Transit.